# Сан-Франсишку (Алкошете)
Сан-Франсишку (порт. São Francisco) — район (фрегезия) в Португалии, входит в округ Сетубал. Является составной частью муниципалитета Алкошете. Находится в составе крупной городской агломерации Большой Лиссабон. По старому административному делению входил в провинцию Эштремадура. Входит в экономико-статистический субрегион Полуостров Сетубал, который входит в Лиссабонский регион. Население составляет 1128 человек на 2001 год. Занимает площадь 4,21 км².